# 水蕹
水蕹（学名：Aponogeton lakhonensis）是水蕹科水蕹属的植物。分布于印度、柬埔寨、泰国、越南和马来西亚以及中国的江西、福建、广西、浙江、海南、广东等地，多生长在浅水塘、溪沟及蓄水稻田，目前尚未由人工引种栽培。

## 别名
田干菜

## 异名
- Aponogeton natans auct. non (L.) Engl. et Krause